# Gyllenbuskkaktus
Gyllenbuskkaktus är en kaktusväxtart som beskrevs av Albert Frederik Hendrik Buining och Brederoo. Gyllenbuskkaktusen ingår i släktet buskkaktussläktet och familjen kaktusväxter. Inga underarter finns listade i Catalogue of Life.